# Elecciones generales de Bermudas de 1993
Elecciones generales tuvieron lugar en Bermudas en octubre de 1993. El resultado fue una victoria para el Partido Unido de Bermudas, el cual ganó 22 de los 40 escaños en la Asamblea.

## Resultados
| Partido | Votos  | %     | Escaños | +/– |
| --- | ------ | ----- | ------- | --- |
| Partido Unido de Bermudas | 25 527 | 50,51 | 22      | –1  |
| Partido Laborista Progresista | 23 168 | 45,84 | 18      | +3  |
| Partido Liberal Nacional | 1 449  | 2,87  | 0       | –1  |
| Independientes | 397    | 0,79  | 0       | –1  |
| Total | 50 541 | 100   | 40      | 0   |
| Votantes registrados/participación                                                                                               | 33 922 |       | –       | –   |
| Fuente: Registro Parlamentario (enlace roto disponible en Internet Archive; véase el historial, la primera versión y la última). |        |       |         |     |